# Myomenukleation
Als Myomenukleation bezeichnet man die Entfernung von Myomen aus der Gebärmutter unter Erhaltung derselben.
Dieses organerhaltende Vorgehen wird bei Beschwerden an der Gebärmutter (Schmerzen, Blutungsstörungen), die durch Myome bedingt sind, angewandt, sowie bei Kinderwunsch.
Die Operation kann per Bauchschnitt, aber auch mittels Bauchspiegelung oder Hysteroskopie (Gebärmutterspiegelung) erfolgen. Die Wahl des Verfahrens richtet sich dabei überwiegend nach der Lage und Größe der Myomknoten.

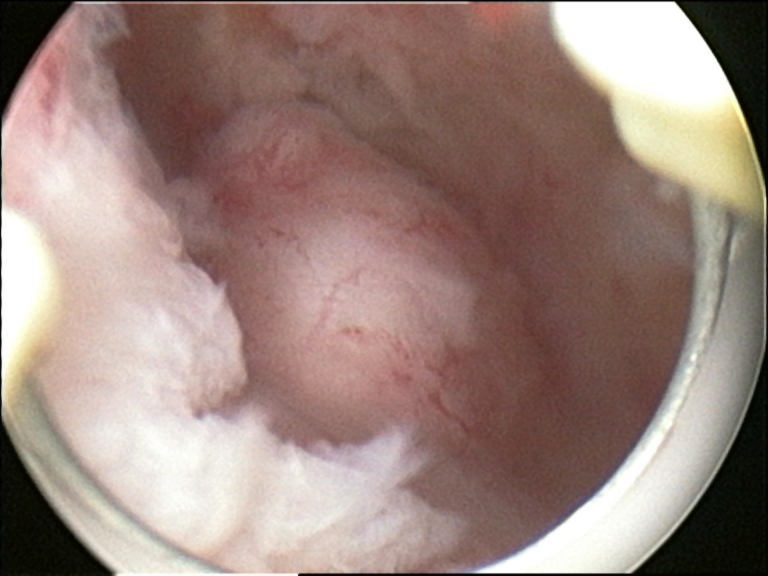
Hysteroskopische Sicht auf ein submucöses Uterusmyom der Gebärmutterhinterwand vor der Resektion
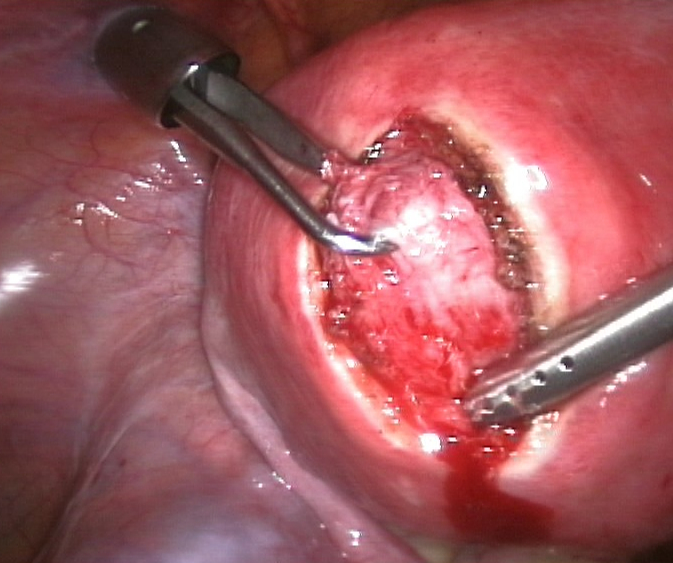
Laparoskopische Myomenukleation
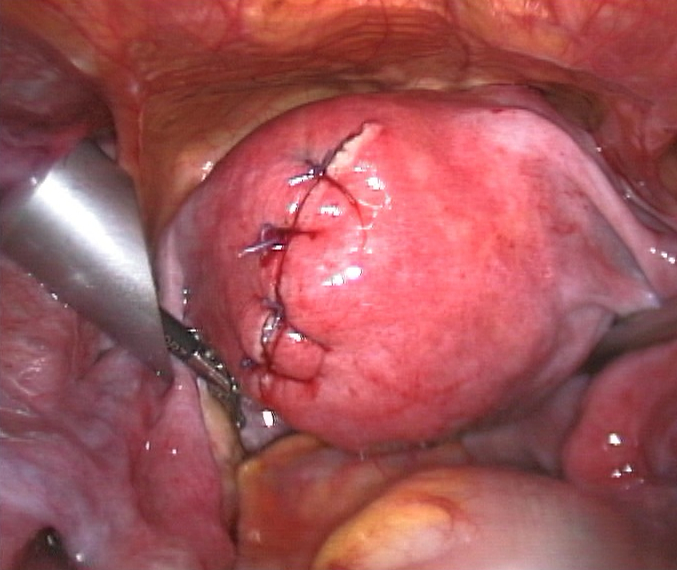
Befund nach Myomenentfernung per Bauchspiegelung

Alternativen bei abgeschlossener Familienplanung wären eine vollständige oder teilweise Entfernung der Gebärmutter (Hysterektomie) oder die Uterusarterienembolisation.